# Les Ombres de la justice
Les Ombres de la justice (Schatten der Gerechtigkeit) est un téléfilm allemand, réalisé par Hans-Günther Bücking, et diffusé en 2009.

## Synopsis
MARIA TEISS, environ 30 ans, est une policière. Une personne exceptionnellement douée. Et une cohérence exceptionnelle. Lorsque, au cours d'une opération d'infiltration, un collègue vole de la cocaïne, elle l'arrête. Elle ne fait pas de compromis. 

## Fiche technique
- Titre allemand : Schatten der Gerechtigkeit
- Réalisation : Hans-Günther Bücking
- Scénario : Stefan Kolditz
- Photographie : Hans-Günther Bücking
- Musique : Siggi Mueller
- Durée : 93 min

## Distribution
- Yvonne Catterfeld : Maria Teiss
- Richy Müller : Edgar Feindt
- Oliver Korittke : Kohler
- Stephan Kampwirth : Chris Halland
- Katja Mitchell : Edgars Chefin
- Mignon Remé : Gallert
- Sebastian Goder : Beamter
- Oliver Wnuk : Henry Rost
- Katja Studt : Frau Rost
- Godehard Giese : Eduard Billings